# Ituero de Azaba
Ituero de Azaba – gmina w Hiszpanii, w prowincji Salamanka, w Kastylii i León, o powierzchni 27,46 km². W 2011 roku gmina liczyła 231 mieszkańców.